# Uruguai nos Jogos Pan-Americanos de 2015
O Uruguai competiu nos Jogos Pan-Americanos de 2015 em Toronto de 10 a 26 de julho de 2015. O país competiu em 23 esportes com 130 atletas e conquistou uma medalha de ouro.
A velejadora Dolores Moreira foi nomeada a porta-bandeira do país na cerimônia de abertura, após a atleta Déborah Rodríguez não conseguir chegar a tempo a Toronto devido a problemas de voo.

## Atletas
Abaixo está a lista do número de atletas (por gênero) participando dos jogos por esporte/disciplina.
| Esporte              | Masculino | Feminino | Total |
| -------------------- | --------- | -------- | ----- |
| Atletismo            | 3         | 2        | 5     |
| Canoagem             | 6         | 0        | 6     |
| Caratê               | 1         | 0        | 1     |
| Ciclismo             | 2         | 0        | 2     |
| Futebol              | 18        | 0        | 18    |
| Ginástica            | 1         | 1        | 2     |
| Golfe                | 1         | 2        | 3     |
| Handebol             | 15        | 15       | 30    |
| Hipismo              | 8         | 0        | 8     |
| Hóquei sobre a grama | 0         | 16       | 16    |
| Judô                 | 2         | 0        | 2     |
| Levantamento de peso | 1         | 0        | 0     |
| Natação              | 1         | 1        | 2     |
| Pentatlo moderno     | 1         | 1        | 2     |
| Remo                 | 5         | 0        | 5     |
| Rugby sevens         | 12        | 0        | 12    |
| Taekwondo            | 2         | 1        | 3     |
| Tênis                | 3         | 0        | 3     |
| Tênis de mesa        | 0         | 1        | 1     |
| Tiro esportivo       | 0         | 1        | 1     |
| Triatlo              | 1         | 0        | 0     |
| Vela                 | 1         | 1        | 2     |
| Voleibol de praia    | 2         | 2        | 4     |
| Total                | 86        | 44       | 130   |

## Medalhistas
| Nome | Esporte   | Evento              | Gênero    | Dia         | Medalha |
| --- | --------- | ------------------- | --------- | ----------- | ------- |
| Seleção Uruguaia de Futebol Guillermo de Amores Sebastián Gorga Federico Ricca Mauricio Lemos Andrés Schettino Fabricio Formiliano Facundo Ismael Castro Juan Cruz Mascia Junior Arias Michael Santos Ignacio González Gastón Olveira Erick Cabaco Gastón Faber Fernando Gorriarán Nicolás Albarracín Mathías Suárez Brian Lozano | Futebol   | Time                | Masculino | 26 de julho | Ouro    |
| Dolores Moreira | Vela      | Laser Radial        | Feminino  | 18 de julho | Prata   |
| Déborah Rodríguez | Atletismo | 400 m com barreiras | Feminino  | 22 de julho | Bronze  |
| Emiliano Lasa | Atletismo | Salto em distância  | Masculino | 22 de julho | Bronze  |
| Seleção Uruguaia de Handebol Feminino Patricia Ré Paola Santos Paula Fynn Soledad Faedo Alejandra Scarrone Daniela Scarrone Alejandra Ferrari Camila Barreiro Martina Barreiro Eliana Falco Federica Cura Leticia Schinca Camila Vázquez Viviana Ferrari Iara Grosso                                                              | Handebol  | Time                | Feminino  | 24 de julho | Bronze  |

| Esporte   | Medalha de ouro | Medalha de prata | Medalha de bronze | Total |
| Atletismo | 0               | 0                | 2                 | 2     |
| Futebol   | 1               | 0                | 0                 | 1     |
| Handebol  | 0               | 0                | 1                 | 1     |
| Vela      | 0               | 1                | 0                 | 1     |
| Total     | 1               | 1                | 3                 | 5     |

## Atletismo
O Uruguai classificou cinco atletas de pista e campo (três homens e duas mulheres).
Chave
- Nota– Posições para os eventos de pista são para a fase inteira
- Q = Classificado à próxima fase
- q = Classificado à próxima fase como o perdedor com melhor tempo ou, em eventos de campo, por posição sem atingir a marca de classificação
- NR = Recorde nacional
- GR = Recorde dos jogos
- SB = Melhor da temporada
- DNF = Não terminou
- NM = Sem marca
- N/A = Fase não aplicável ao evento

Pista e estrada
| Atleta              | Evento                        | Semifinais | Semifinais | Final      | Final             |
| Atleta              | Evento                        | Tempo      | Posição    | Tempo      | Posição           |
| ------------------- | ----------------------------- | ---------- | ---------- | ---------- | ----------------- |
| Andrés Silva        | 400 m com barreiras masculino | 50.02      | 3 q        | 49.48      | 7                 |
| Aguelmis Rojas      | Maratona masculina            | —          | —          | 2:20:10 SB | 7                 |
| María Pía Fernández | 1500 m feminino               | —          | —          | 4:27.17    | 11                |
| Déborah Rodríguez   | 400 m com barreiras feminino  | 56.86      | 4 Q        | 56.41      | Medalha de bronze |

Campo
| Atleta        | Evento             | Classificação | Classificação | Final     | Final             |
| Atleta        | Evento             | Distância     | Posição       | Distância | Posição           |
| ------------- | ------------------ | ------------- | ------------- | --------- | ----------------- |
| Emiliano Lasa | Salto em distância | 8.01          | 3 Q           | 8.17      | Medalha de bronze |

## Canoagem

### Velocidade
O Uruguai classificou um total de seis canoístas de velocidade (todos no caiaque masculino).
Masculino
| Atleta                                                         | Evento     | Eliminatória | Eliminatória | Semifinal | Semifinal | Final    | Final   |
| Atleta                                                         | Evento     | Tempo        | Posição      | Tempo     | Posição   | Tempo    | Posição |
| -------------------------------------------------------------- | ---------- | ------------ | ------------ | --------- | --------- | -------- | ------- |
| Sebastian Romero                                               | K-1 200 m  | 39.109       | 5 QS         | 39.542    | 2 QF      | 38.369   | 8       |
| Sebastian Romero                                               | K-1 1000 m | —            | —            | —         | —         | 3:54.601 | 6       |
| Mauro de Sosa Edgardo Brum                                     | K-2 200 m  | —            | —            | —         | —         | 39.276   | 7       |
| Julian Cabrera Matias Otero                                    | K-2 1000 m | —            | —            | —         | —         | 3:34.066 | 6       |
| Julian Cabrera Matias Otero Sebastian Delgado Sebastian Romero | K-4 1000 m | —            | —            | —         | —         | 3:11.176 | 6       |

Legenda de classificação: QF = Classificado a final; QS = Classificado à semifinal

## Caratê
O Uruguai classificou um carateca.
| Atleta              | Evento           | Fase de grupos            | Fase de grupos            | Fase de grupos            | Fase de grupos | Semifinal            | Final                | Final   |
| Atleta              | Evento           | Adversário Resultado      | Adversário Resultado      | Adversário Resultado      | Posição        | Adversário Resultado | Adversário Resultado | Posição |
| ------------------- | ---------------- | ------------------------- | ------------------------- | ------------------------- | -------------- | -------------------- | -------------------- | ------- |
| Maximiliano Larrosa | −60 kg masculino | Douglas Brose (BRA) D 0–8 | Andrés Rendón (COL) D 0–2 | Miguel Soffia (CHI) D 0–3 | 4              | Não avançou          | Não avançou          | 8       |

## Ciclismo

### Mountain bike
O Uruguai classificou dois atletas no Mountain Bike.
| Atleta        | Evento                  | Tempo | Posição |
| ------------- | ----------------------- | ----- | ------- |
| Andres Gelpes | Cross-country masculino | Volta | Volta   |
| Kian Santana  | Cross-country masculino | Volta | Volta   |

## Futebol
Torneio masculino

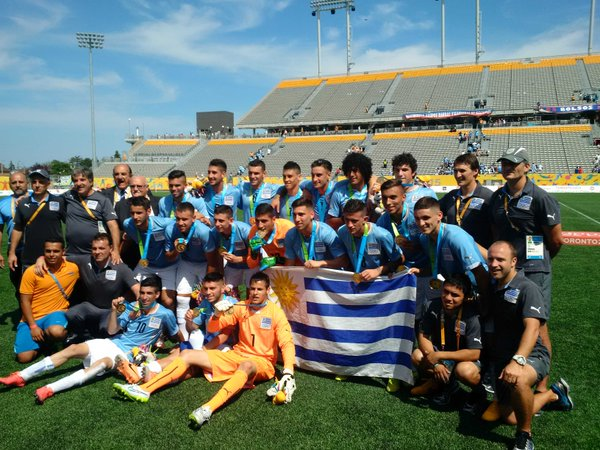
A equipe masculina do Uruguai, medalha de ouro nos Jogos Pan-Americanos de 2015

O Uruguai classificou uma equipe masculina de 18 atletas.
Grupo B
| Pos | Equipe            | Pts | J | V | E | D | GP | GC | SG  | Classificado |
| --- | ----------------- | --- | - | - | - | - | -- | -- | --- | ------------ |
| 1   | México            | 7   | 3 | 2 | 1 | 0 | 6  | 3  | +3  | Semifinais   |
| 2   | Uruguai           | 6   | 3 | 2 | 0 | 1 | 5  | 1  | +4  | Semifinais   |
| 3   | Paraguai          | 4   | 3 | 1 | 1 | 1 | 6  | 3  | +3  |              |
| 4   | Trinidad e Tobago | 0   | 3 | 0 | 0 | 3 | 3  | 13 | −10 |              |

| 13 de julho de 2015 | Trinidad e Tobago | 0–4    | Uruguai                                                 | Hamilton Pan Am Soccer Stadium, Hamilton |
| 17:35               |                   | Report | Formiliano 6' · Ricca 20' · Albarracín 31' · Lozano 69' | Árbitro: Oscar Reyna (Guatemala)         |

| 17 de julho de 2015 | México      | 1–0 | Uruguai | Hamilton Pan Am Soccer Stadium, Hamilton |
| 17:35               | Silva 90+1' |     |         | Árbitro: Marcos Brea (Cuba)              |

| 21 de julho de 2015 | Uruguai       | 1–0 | Paraguai | Hamilton Pan Am Soccer Stadium, Hamilton |
| 20:35               | Gorriarán 52' |     |          | Árbitro: Oscar Reyna (Guatemala)         |

Semifinais
| 23 de julho de 2015 | Brasil      | 1–2 | Uruguai                    | Hamilton Pan Am Soccer Stadium, Hamilton |
| 17:35               | Clayton 75' |     | Schettino 86' · Santos 87' | Árbitro: José Peñaloza (México)          |

Disputa do ouro
| 26 de julho de 2015 | Uruguai    | 1–0 | México | Hamilton Pan Am Soccer Stadium, Hamilton |
| 13:05               | Lozano 11' |     |        | Árbitro: Óscar Reyna (Guatemala)         |

## Ginástica

### Artística
O Uruguai classificou dois ginastas (um homem e uma mulher).
Masculino
Classificatórias individuais
| Atleta            | Aparelho | Aparelho | Aparelho | Aparelho | Aparelho | Aparelho | Aparelho | Aparelho | Aparelho | Aparelho | Aparelho | Aparelho | Nota geral | Pos.  |
| Atleta            | FX       | FX       | PH       | PH       | SR       | SR       | VT       | VT       | PB       | PB       | HB       | HB       | Nota geral | Pos.  |
| Atleta            | Nota     | Pos.     | Nota     | Pos.     | Nota     | Pos.     | Nota     | Pos.     | Nota     | Pos.     | Nota     | Pos.     | Nota geral | Pos.  |
| ----------------- | -------- | -------- | -------- | -------- | -------- | -------- | -------- | -------- | -------- | -------- | -------- | -------- | ---------- | ----- |
| Cristhian Meneses | 12.850   | 30º      | 10.350   | 41º      | 12.950   | 35º      | 13.900   | 32º      | 12.700   | 39º      | 11.250   | 44º      | 74.000     | 24º Q |

Finais individuais
| Atleta            | Prova            | Qual.  | Qual. | Final  | Final |
| Atleta            | Prova            | Nota   | Pos.  | Nota   | Pos.  |
| ----------------- | ---------------- | ------ | ----- | ------ | ----- |
| Cristhian Meneses | Individual geral | 74.000 | 24º   | 70.500 | 21º   |

Feminino
Classificatórias individuais
| Atleta      | Aparelho | Aparelho | Aparelho | Aparelho | Aparelho | Aparelho | Aparelho | Aparelho | Nota geral | Pos.  |
| Atleta      | VT       | VT       | UB       | UB       | BB       | BB       | FX       | FX       | Nota geral | Pos.  |
| Atleta      | Nota     | Pos.     | Nota     | Pos.     | Nota     | Pos.     | Nota     | Pos.     | Nota geral | Pos.  |
| ----------- | -------- | -------- | -------- | -------- | -------- | -------- | -------- | -------- | ---------- | ----- |
| Debora Reis | 11.550   | 44º      | 11.850   | 34º      | 10.450   | 40º      | 10.400   | 41º      | 44.250     | 26º Q |

Finais individuais
| Atleta      | Prova            | Qual.  | Qual. | Final  | Final |
| Atleta      | Prova            | Nota   | Pos.  | Nota   | Pos.  |
| ----------- | ---------------- | ------ | ----- | ------ | ----- |
| Debora Reis | Individual geral | 44.250 | 26º   | 44.800 | 21º   |

## Golfe
O Uruguai classificou uma equipe de três golfistas (um homem e duas mulheres).
| Atleta(s)                                    | Evento               | Final    | Final    | Final    | Final    | Final     | Final   |
| Atleta(s)                                    | Evento               | Rodada 1 | Rodada 2 | Rodada 3 | Rodada 4 | Total     | Posição |
| -------------------------------------------- | -------------------- | -------- | -------- | -------- | -------- | --------- | ------- |
| Juan Álvarez                                 | Individual masculino | 82       | 73       | 68       | 71       | 294 (+6)  | 16      |
| Manuela Barros                               | Individual feminino  | 87       | 92       | 85       | 79       | 343 (+55) | 29      |
| Priscilla Schmid                             | Individual feminino  | 79       | 87       | 80       | 84       | 330 (+42) | =26     |
| Juan Álvarez Manuela Barros Priscilla Schmid | Equipe mista         | 161      | 160      | 148      | 150      | 619 (+43) | 16      |

## Handebol
O Uruguai classificou uma equipe masculina e uma feminina. Cada equipe consiste em 15 atletas, para um total de 30.
Masculino
Grupo A
| Equipe               | J | V | E | D | GP  | GC  | SG  | Pontos |
| -------------------- | - | - | - | - | --- | --- | --- | ------ |
| Brasil               | 3 | 3 | 0 | 0 | 120 | 53  | +67 | 6      |
| Uruguai              | 3 | 2 | 0 | 1 | 77  | 78  | –1  | 4      |
| Canadá               | 3 | 1 | 0 | 2 | 62  | 85  | –23 | 2      |
| República Dominicana | 3 | 0 | 0 | 3 | 66  | 109 | –43 | 0      |

|  | Classificado às semifinais |

| 17 de julho de 2015 13:30 | República Dominicana | 23–33     | Uruguai | Exhibition Centre – Hall B Árbitros: Gjeding, Hansen |
| 17 de julho de 2015 13:30 | Mateo 6              | (12–13)   | Fabra 5 | Exhibition Centre – Hall B Árbitros: Gjeding, Hansen |
| 17 de julho de 2015 13:30 | 8× 2×                | relatório | 4× 2×   | Exhibition Centre – Hall B Árbitros: Gjeding, Hansen |

| 19 de julho 11:30 | Uruguai      | 18–38     | Brasil            | Exhibition Centre – Hall B Árbitros: Guzman, Perez |
| 19 de julho 11:30 | Morandeira 5 | (11–16)   | Pozzer, Chiuffa 5 | Exhibition Centre – Hall B Árbitros: Guzman, Perez |
| 19 de julho 11:30 | 2× 3×        | relatório | 2×                | Exhibition Centre – Hall B Árbitros: Guzman, Perez |

| 21 de julho 11:30 | Canadá      | 17–26     | Uruguai  | Exhibition Centre – Hall B Árbitros: Gjeding, Hansen |
| 21 de julho 11:30 | Sartisson 4 | (7–13)    | Mendez 7 | Exhibition Centre – Hall B Árbitros: Gjeding, Hansen |
| 21 de julho 11:30 | 4× 1×       | Relatório | 3× 4×    | Exhibition Centre – Hall B Árbitros: Gjeding, Hansen |

Semifinais
| 23 de julho 20:30 | Uruguai | 12–20     | Argentina  | Exhibition Centre – Hall B Árbitros: Zuñiga, Reyes |
| 23 de julho 20:30 | Gamiz 3 | (7–7)     | Simonet 10 | Exhibition Centre – Hall B Árbitros: Zuñiga, Reyes |
| 23 de julho 20:30 | 6× 2×   | Relatório | 3×         | Exhibition Centre – Hall B Árbitros: Zuñiga, Reyes |

Disputa do bronze
| 25 de julho 17:30 | Chile     | 23–17     | Uruguai | Exhibition Centre – Hall B Árbitros: Minore, Marina |
| 25 de julho 17:30 | Salinas 6 | (10–9)    | Fabra 4 | Exhibition Centre – Hall B Árbitros: Minore, Marina |
| 25 de julho 17:30 | 2×        | relatório | 4× 2×   | Exhibition Centre – Hall B Árbitros: Minore, Marina |

Feminino
Grupo B
| Equipe    | J | V | E | D | GP | GC | SG  | Pontos |
| --------- | - | - | - | - | -- | -- | --- | ------ |
| Argentina | 3 | 2 | 0 | 1 | 75 | 60 | 15  | 4      |
| Uruguai   | 3 | 2 | 0 | 1 | 80 | 74 | 6   | 4      |
| Cuba      | 3 | 2 | 0 | 1 | 83 | 83 | 0   | 4      |
| Chile     | 3 | 0 | 0 | 3 | 69 | 90 | -21 | 0      |

|  | Classificado às semifinais |

| 16 de julho 18:30 | Argentina | 20–15     | Uruguai    | Exhibition Centre – Hall B Árbitros: Pinto, Menezes |
| 16 de julho 18:30 | Mendoza 6 | (13–7)    | Barreiro 9 | Exhibition Centre – Hall B Árbitros: Pinto, Menezes |
| 16 de julho 18:30 | 2× 3×     | relatório | 5× 3×      | Exhibition Centre – Hall B Árbitros: Pinto, Menezes |

| 18 de julho 20:30 | Uruguai          | 32–26     | Chile    | Exhibition Centre – Hall B Árbitros: Ines Paolantoni, Florencia Zanikian |
| 18 de julho 20:30 | três jogadoras 5 | (15–10)   | Flores 5 | Exhibition Centre – Hall B Árbitros: Ines Paolantoni, Florencia Zanikian |
| 18 de julho 20:30 | 4× 3×            | Relatório | 2×       | Exhibition Centre – Hall B Árbitros: Ines Paolantoni, Florencia Zanikian |

| 20 de julho 18:30 | Uruguai     | 33–28     | Cuba     | Exhibition Centre – Hall B Árbitros: Minore, Marina |
| 20 de julho 18:30 | Barreiro 10 | (13–12)   | Lusson 9 | Exhibition Centre – Hall B Árbitros: Minore, Marina |
| 20 de julho 18:30 | 4×          | relatório | 5× 2×    | Exhibition Centre – Hall B Árbitros: Minore, Marina |

Semifinais
| 22 de julho 13:30 | Brasil  | 40–22     | Uruguai    | Exhibition Centre – Hall B Árbitros: Guzman, Perez |
| 22 de julho 13:30 | Silva 8 | (18–11)   | Scarrone 8 | Exhibition Centre – Hall B Árbitros: Guzman, Perez |
| 22 de julho 13:30 | 5× 3×   | relatório | 2× 3×      | Exhibition Centre – Hall B Árbitros: Guzman, Perez |

Disputa do bronze
| 24 de julho 17:30 | Uruguai     | 29–21     | México     | Exhibition Centre – Hall B Árbitros: Zuñiga, Reyes |
| 24 de julho 17:30 | Barreiro 11 | (11–8)    | Saavedra 7 | Exhibition Centre – Hall B Árbitros: Zuñiga, Reyes |
| 24 de julho 17:30 | 2× 3×       | Relatório | 6× 2×      | Exhibition Centre – Hall B Árbitros: Zuñiga, Reyes |

## Hipismo
O Uruguai classificou uma equipe completa de 8 ginetes nas 3 disciplinas.

### Adestramento
| Atleta     | Cavalo | Evento     | Grand Prix | Grand Prix | Grand Prix Special | Grand Prix Special | Grand Prix Freestyle | Grand Prix Freestyle | Resultado final | Posição |
| Atleta     | Cavalo | Evento     | Resultado  | Posição    | Resultado          | Posição            | Resultado            | Posição              | Resultado final | Posição |
| ---------- | ------ | ---------- | ---------- | ---------- | ------------------ | ------------------ | -------------------- | -------------------- | --------------- | ------- |
| Ramón Beca | Zaire  | Individual | 69.184     | 15         | 69.211             | 14                 | 138.395              | 13                   | 73.275          | 7       |

### CCE
| Atleta                                                 | Cavalo             | Evento     | Adestramento | Adestramento | Cross-country | Cross-country | Saltos        | Saltos        | Saltos      | Saltos  | Total       | Total   |
| Atleta                                                 | Cavalo             | Evento     | Adestramento | Adestramento | Cross-country | Cross-country | Classificação | Classificação | Final       | Final   | Total       | Total   |
| Atleta                                                 | Cavalo             | Evento     | Penalidades  | Posição      | Penalidades   | Posição       | Penalidades   | Posição       | Penalidades | Posição | Penalidades | Posição |
| ------------------------------------------------------ | ------------------ | ---------- | ------------ | ------------ | ------------- | ------------- | ------------- | ------------- | ----------- | ------- | ----------- | ------- |
| Francisco Calvelo                                      | Noir de la Muralla | Individual | 86.80        | 42           | 0.00          | 1             |               |               | 0.00        | 1       | 86.80       | 21º     |
| Edison Quintana                                        | Svr Capoeira II    | Individual | 64.10        | 32           | 39.20         | 28            |               |               | 0.00        | 1       | 103.30      | 26º     |
| Rodrigo Abella Lemme                                   | Svr Arbitro        | Individual | 63.90        | 31           | 44.00         | 29            |               |               | 9.00        | 27      | 116.90      | 29º     |
| Francisco Calvelo Edison Quintana Rodrigo Abella Lemme | Como acima         | Equipe     | 214.80       | 11           | 83.20         | 7             | 9.00          | 7             | —           | —       | 307.00      | 7º      |

### Saltos
| Atleta                                                                      | Cavalo                   | Evento     | Classificação | Classificação | Classificação | Classificação | Classificação | Classificação | Classificação | Classificação | Final       | Final       | Final       | Final       | Final       | Final       |
| Atleta                                                                      | Cavalo                   | Evento     | Rodada 1      | Rodada 1      | Rodada 2      | Rodada 2      | Rodada 3      | Rodada 3      | Total         | Total         | Rodada A    | Rodada A    | Rodada B    | Rodada B    | Total       | Total       |
| Atleta                                                                      | Cavalo                   | Evento     | Faltas        | Posição       | Faltas        | Posição       | Faltas        | Posição       | Faltas        | Posição       | Faltas      | Posição     | Faltas      | Posição     | Faltas      | Posição     |
| --------------------------------------------------------------------------- | ------------------------ | ---------- | ------------- | ------------- | ------------- | ------------- | ------------- | ------------- | ------------- | ------------- | ----------- | ----------- | ----------- | ----------- | ----------- | ----------- |
| Nestor Nielsen Van Hoff                                                     | Prince Royal Z de la Luz | Individual | 0             |               | 5             |               | 1             |               | 6             | 15º Q         | 4           |             | 4           |             | 8           | 9º          |
| Martin Rodriguez Vanni                                                      | Liborius                 | Individual | 4             |               | 9             |               | 2             |               | 15            | 30º Q         | 9           |             | 10          |             | 19          | 20º         |
| Juan Luzardo                                                                | Stan                     | Individual | 0             |               | 11            |               | EL            |               | EL            |               | Eliminado   | Eliminado   | Eliminado   | Eliminado   | Eliminado   | Eliminado   |
| Marcelo Chirico                                                             | Acorbat Van T Laar Z     | Individual | 8             |               | 25            |               | 17            |               | 50            | 45            | Não avançou | Não avançou | Não avançou | Não avançou | Não avançou | Não avançou |
| Nestor Nielsen Van Hoff Martin Rodriguez Vanni Juan Luzardo Marcelo Chirico | Como acima               | Equipe     | 25            | 9             | 20            | 8             | —             | —             | 45            | 9             | —           | —           | —           | —           | —           | —           |

## Hóquei sobre a grama
Torneio feminino
Grupo B
| Pos | Equipe         | Pts | J | V | E | D | GP | GC | SG  | Classificado     |
| --- | -------------- | --- | - | - | - | - | -- | -- | --- | ---------------- |
| 1   | Estados Unidos | 9   | 3 | 3 | 0 | 0 | 19 | 0  | +19 | Quartas-de-final |
| 2   | Chile          | 6   | 3 | 2 | 0 | 1 | 10 | 4  | +6  | Quartas-de-final |
| 3   | Uruguai        | 3   | 3 | 1 | 0 | 2 | 3  | 10 | −7  | Quartas-de-final |
| 4   | Cuba           | 0   | 3 | 0 | 0 | 3 | 4  | 22 | −18 | Quartas-de-final |

| 13 de julho de 2015 11:00                                              |           |         |                                                            |
| Estados Unidos                                                         | 5–0       | Uruguai | Árbitros: Soledad Iparraguirre (ARG) Camila Cabargas (CHI) |
| K. Reinprecht 2' Kasold 18' Vittese 28' Falgowski 36' Kolojejchick 56' | Relatório |         | Árbitros: Soledad Iparraguirre (ARG) Camila Cabargas (CHI) |

| 15 de julho de 2015 11:00                            |           |                   |                                                      |
| Uruguai                                              | 3–2       | Cuba              | Árbitros: Stephanie Judefind (USA) Suzi Sutton (USA) |
| Barrandeguy 10' Vilar del Valle 29' Olave Solari 47' | Relatório | Vera 22' Paso 32' | Árbitros: Stephanie Judefind (USA) Suzi Sutton (USA) |

| 17 de julho de 2015 11:00 |        |                                 |                                                            |
| Uruguai                   | 0–3    | Chile                           | Árbitros: Megan Robertson (CAN) Soledad Iparraguirre (ARG) |
|                           | Report | García 6' Urroz 7' C. Caram 49' | Árbitros: Megan Robertson (CAN) Soledad Iparraguirre (ARG) |

Quartas-de-final
| 20 de julho de 2015 19:30 |           |         |                                                        |
| Canadá                    | 2–0       | Uruguai | Árbitros: Michelle Joubert (RSA) Camila Cabargas (CHI) |
| Raye 37' Johansen 50'     | Relatório |         | Árbitros: Michelle Joubert (RSA) Camila Cabargas (CHI) |

Disputa do 5º ao 8º lugar
| 22 de julho de 2015 11:30                                           |           |                      |                                                          |
| Uruguai                                                             | 7–1       | República Dominicana | Árbitros: Stephanie Judefind (USA) Megan Robertson (CAN) |
| Norbis 13' Casarotti 31' Coates 36' Vilar del Valle 48' Stanley 49' | Relatório | Ortega Mateo 17'     | Árbitros: Stephanie Judefind (USA) Megan Robertson (CAN) |

Disputa do 5º lugar
| 24 de julho de 2015 11:30                                |           |                                              |                                                       |
| México                                                   | 1–1       | Uruguai                                      | Árbitros: Meghan McLennan (CAN) Megan Robertson (CAN) |
| Marlet Correa 24'                                        | Relatório | Casarotti 44'                                | Árbitros: Meghan McLennan (CAN) Megan Robertson (CAN) |
| Penalidades                                              |           |                                              | Árbitros: Meghan McLennan (CAN) Megan Robertson (CAN) |
| Orozco · María Correa · Marlet Correa · Oviedo · Navarro | 2–3       | Vilar del Valle · Norbis · Lamberti · Villar | Árbitros: Meghan McLennan (CAN) Megan Robertson (CAN) |

## Judô
O Uruguai classificou dois judocas masculinos.
Masculino
| Atleta       | Evento  | Oitavas-de-final                   | Quartas-de-final                    | Semifinais           | Repescagem                      | Final / MB                      | Final / MB |
| Atleta       | Evento  | Adversário Resultado               | Adversário Resultado                | Adversário Resultado | Adversário Resultado            | Adversário Resultado            | Posição    |
| ------------ | ------- | ---------------------------------- | ----------------------------------- | -------------------- | ------------------------------- | ------------------------------- | ---------- |
| Juan Romero  | −90 kg  | Bye                                | Cristian Schmidt (ARG) D 000–101    | Não avançou          | Rafael Romo (CHI) D 000S2–010S1 | Não avançou                     | =7         |
| Manuel Bueno | −100 kg | Christopher George (TRI) V 100–000 | Jose Armenteros (CUB) D 000S4–100S1 | Não avançou          | Ajax Tadehara (USA) V 101S1–000 | Héctor Campos (ARG) D 000S1–100 | =5         |

## Levantamento de peso
O Uruguai classificou um halterofilista.
Masculino
| Atleta       | Evento         | Arranco | Arranco | Arremesso | Arremesso | Total | Total   |
| Atleta       | Evento         | Peso    | Posição | Peso      | Posição   | Peso  | Posição |
| ------------ | -------------- | ------- | ------- | --------- | --------- | ----- | ------- |
| Emanuel Coto | Mais de 105 kg | 146     | 5       | 167       | 5         | 313   | 5       |

## Natação
O Uruguai classificou dois nadadores (um homem e uma mulher).
- Nota – Posições dadas para toda a fase
- FB = Classificado à final B

| Atleta           | Evento                | Eliminatória | Eliminatória | Final       | Final       |
| Atleta           | Evento                | Tempo        | Posição      | Tempo       | Posição     |
| ---------------- | --------------------- | ------------ | ------------ | ----------- | ----------- |
| Martin Melconian | 100 m peito masculino | 1:04.26      | 16 FB        | 1:04.95     | 16          |
| Inés Remersaro   | 100 m livre feminino  | 58.81        | 21           | Não avançou | Não avançou |
| Inés Remersaro   | 100 m costas feminino | 1:05.21      | 17 FB        | 1:05.78     | 16          |
| Inés Remersaro   | 200 m costas feminino | 2:21.33      | 16 FB        | 2:21.33     | 16          |

## Pentatlo moderno
O Uruguai classificou dois atletas (um homem e uma mulher)
| Atleta            | Evento    | Esgrima (Espada um toque) | Esgrima (Espada um toque) | Esgrima (Espada um toque) | Esgrima (Espada um toque) | Natação (200 m nado livre) | Natação (200 m nado livre) | Natação (200 m nado livre) | Hipismo (Saltos) | Hipismo (Saltos) | Hipismo (Saltos) | Tiro/Corrida (Pistola de ar 10 m/3000m) | Tiro/Corrida (Pistola de ar 10 m/3000m) | Tiro/Corrida (Pistola de ar 10 m/3000m) | Total Pontos | Final Posição |
| Atleta            | Evento    | Resultados                | Posição                   | Pontos                    | Tempo                     | Posição                    | Pontos                     | Penalidades                | Posição          | Pontos           | Tempo            | Posição                                 | Pontos                                  |                                         | Total Pontos | Final Posição |
| ----------------- | --------- | ------------------------- | ------------------------- | ------------------------- | ------------------------- | -------------------------- | -------------------------- | -------------------------- | ---------------- | ---------------- | ---------------- | --------------------------------------- | --------------------------------------- | --------------------------------------- | ------------ | ------------- |
| Luis Siri         | Masculino | 9                         | =24                       | 162                       | 2:30.29                   | =25                        | 250                        | 28                         | =13              | 272              | 15:19.03         | 26                                      | 381                                     | 1065                                    | 23           |               |
| Yoselin Pedragosa | Feminino  | 2                         | 22                        | 133                       | 2:52.04                   | 22                         | 184                        | DNS                        | =21              | 0                | 16:49.94         | 21                                      | 291                                     | 608                                     | 22           |               |

## Remo
O Uruguai classificou três barcos e cinco remadores.
Masculino
| Atleta                           | Evento                | Eliminatórias | Eliminatórias | Repescagem | Repescagem | Final   | Final   |
| Atleta                           | Evento                | Tempo         | Posição       | Tempo      | Posição    | Tempo   | Posição |
| -------------------------------- | --------------------- | ------------- | ------------- | ---------- | ---------- | ------- | ------- |
| Montes Esquivel                  | Skiff simples         | 7.40.34       | 5 R           | 7.45.83    | 3 FB       | 8:21.08 | 9       |
| Emiliano Dumestre Mauricio Lopez | Skiff duplo           | 6:52.38       | 4 R           | 7:00.58    | 3 FB       | 6:43.35 | 7       |
| Bruno Cetraro Rodolfo Collazo    | Skiff duplo peso leve | 6:54.62       | 3 R           | 6:57.63    | 2 FA       | 6:32.21 | 6       |

Legenda de classificação: FA=Final A (medalha); FB=Final B (sem medalha); R=Repescagem

## Rugby sevens
O Uruguai classificou uma equipe masculina de 12 atletas.

### Masculino
Grupo A
| Equipe         | J | V | E | D | PP  | PC  | SP   | Pontos |
| -------------- | - | - | - | - | --- | --- | ---- | ------ |
| Estados Unidos | 3 | 3 | 0 | 0 | 126 | 7   | +119 | 9      |
| Uruguai        | 3 | 2 | 0 | 1 | 54  | 69  | –15  | 7      |
| Chile          | 3 | 1 | 0 | 2 | 62  | 46  | +16  | 5      |
| México         | 3 | 0 | 0 | 3 | 0   | 120 | –120 | 3      |

|  | Classificado às quartas-de-final |

| 11 de julho de 2015 11:33 |           |        |                             |
| Uruguai                   | 34–0      | México | Exhibition Stadium, Toronto |
|                           | Relatório |        | Exhibition Stadium, Toronto |

| 11 de julho de 2015 16:27 |        |       |                             |
| Uruguai                   | 20–17  | Chile | Exhibition Stadium, Toronto |
|                           | Report |       | Exhibition Stadium, Toronto |

| 11 de julho de 2015 19:11 |           |         |                             |
| Estados Unidos            | 52–0      | Uruguai | Exhibition Stadium, Toronto |
|                           | Relatório |         | Exhibition Stadium, Toronto |

Quartas-de-final
| 12 de julho de 2015 11:55 |           |        |                             |
| Uruguai                   | 12–5      | Brasil | Exhibition Stadium, Toronto |
|                           | Relatório |        | Exhibition Stadium, Toronto |

Semifinais
| 12 de julho de 2015 17:11 |           |           |                             |
| Uruguai                   | 7–43      | Argentina | Exhibition Stadium, Toronto |
|                           | Relatório |           | Exhibition Stadium, Toronto |

Disputa do bronze
| 12 de julho de 2015 19:34 |           |         |                             |
| Estados Unidos            | 40–12     | Uruguai | Exhibition Stadium, Toronto |
|                           | Relatório |         | Exhibition Stadium, Toronto |

## Taekwondo
O Uruguai classificou uma equipe de dois atletas masculinos. Posteriormente, o país recebeu um convite feminino.
| Atleta            | Evento           | Oitavas-de-final                | Quartas-de-final         | Semifinais           | Repescagem           | Final / MB           | Final / MB  |             |
| Atleta            | Evento           | Adversário Resultado            | Adversário Resultado     | Adversário Resultado | Adversário Resultado | Adversário Resultado | Posição     |             |
| ----------------- | ---------------- | ------------------------------- | ------------------------ | -------------------- | -------------------- | -------------------- | ----------- | ----------- |
| Federico González | –68 kg masculino | Henrique Precioso (BRA) D 1–4   | Não avançou              | Não avançou          | Não avançou          | Não avançou          | Não avançou | Não avançou |
| Braian Elliot     | +80 kg masculino | Douglas Townsend (ISV) V 11–2   | Misael Lopez (MEX) D 2–3 | Não avançou          | Não avançou          | Não avançou          | Não avançou | Não avançou |
| Danna Poggio      | –57 kg           | Josiane De Oliveira (BRA) V DSQ | Não avançou              | Não avançou          | Não avançou          | Não avançou          | Não avançou | Não avançou |

## Tênis
O Uruguai classificou três tenistas masculinos.
Masculino
| Atleta                   | Evento  | Primeira rodada                     | Segunda rodada              | Oitavas-de-final                        | Quartas-de-final                      | Semifinal            | Final / MB           | Final / MB  |
| Atleta                   | Evento  | Adversário Resultado                | Adversário Resultado        | Adversário Resultado                    | Adversário Resultado                  | Adversário Resultado | Adversário Resultado | Posição     |
| ------------------------ | ------- | ----------------------------------- | --------------------------- | --------------------------------------- | ------------------------------------- | -------------------- | -------------------- | ----------- |
| Rodrigo Arús             | Simples | Williams (BAR) V (7–6 7–4, 7–6 7–1) | Lapentti (ECU) D (3–6, 1–6) | Não avançou                             | Não avançou                           | Não avançou          | Não avançou          | Não avançou |
| Ariel Behar              | Simples | J Menezes (BRA) D (3–6, 6–7 2–7)    | Não avançou                 | Não avançou                             | Não avançou                           | Não avançou          | Não avançou          | Não avançou |
| Rodrigo Senattore        | Simples | Predefinição:Bye                    | Gómez (ECU) D (3–6, 2–6)    | Não avançou                             | Não avançou                           | Não avançou          | Não avançou          | Não avançou |
| Rodrigo Arús Ariel Behar | Duplas  | —                                   | —                           | Dorantes / Hernández (CUB) V (6–3, 6–2) | Andreozzi / Bagnis (ARG) D (2–6, 1–6) | Não avançou          | Não avançou          | Não avançou |

## Tênis de mesa
O Uruguai classificou uma mesatenista.
Feminino
| Atleta           | Evento     | Fase de grupos       | Fase de grupos       | Fase de grupos       | Fase de grupos | Primeira rodada      | Segunda rodada       | Quartas-de-final     | Semifinal            | Final / MB           | Final / MB |
| Atleta           | Evento     | Adversário Resultado | Adversário Resultado | Adversário Resultado | Posição        | Adversário Resultado | Adversário Resultado | Adversário Resultado | Adversário Resultado | Adversário Resultado | Posição    |
| ---------------- | ---------- | -------------------- | -------------------- | -------------------- | -------------- | -------------------- | -------------------- | -------------------- | -------------------- | -------------------- | ---------- |
| Maria Lorenzotti | Individual | Serrano (MEX) V 4–0  | Ruano (COL) D 3–4    | Enriquez (GUA) V 4–2 | 2 Q            | Predefinição:Bye     | Wu (USA) D 1–4       | Não avançou          | Não avançou          | Não avançou          | =9         |

## Tiro esportivo
O Uruguai classificou uma atiradora feminina. Diana Cabrera era uma atiradora canadense que competiu em sua terra natal nos jogos sob a pátria de seus pais.
Feminino
Pistola e carabina
| Atleta        | Evento                      | Classificação | Classificação | Final       | Final       |
| Atleta        | Evento                      | Pontos        | Posição       | Pontos      | Posição     |
| ------------- | --------------------------- | ------------- | ------------- | ----------- | ----------- |
| Diana Cabrera | Carabina de ar 10 m         | 400.7         | 21            | Não avançou | Não avançou |
| Diana Cabrera | Carabina três posições 50 m | 556-13x       | 21            | Não avançou | Não avançou |

## Triatlo
O Uruguai classificou um triatleta masculino.
Masculino
| Atleta        | Evento     | Natação (1.5 km) | Trans 1 | Ciclismo (40 km) | Trans 2 | Corrida (10 km) | Total   | Posição |
| ------------- | ---------- | ---------------- | ------- | ---------------- | ------- | --------------- | ------- | ------- |
| Martin Oliver | Individual | 19:43            | 0:27    | 1:21:36          | 0:21    | 35:31           | 1:57:29 | 26      |

## Vela
O Uruguai classificou dois barcos.
Masculino
| Atleta           | Evento | Regata | Regata | Regata | Regata | Regata | Regata | Regata | Regata | Regata | Regata | Regata | Regata | Regata | Pontos | Posição |
| Atleta           | Evento | 1      | 2      | 3      | 4      | 5      | 6      | 7      | 8      | 9      | 10     | 11     | 12     | M      | Pontos | Posição |
| ---------------- | ------ | ------ | ------ | ------ | ------ | ------ | ------ | ------ | ------ | ------ | ------ | ------ | ------ | ------ | ------ | ------- |
| Federico Yandian | Laser  | 12     | 17     | 12     | 4      | 17     | 12     | 17     | 11     | 14     | 14     | 9      | 13     | —      | 135    | 15º     |

Feminino
| Atleta          | Evento       | Regata | Regata | Regata | Regata | Regata | Regata | Regata | Regata | Regata | Regata | Regata | Regata | Regata | Pontos | Posição          |
| Atleta          | Evento       | 1      | 2      | 3      | 4      | 5      | 6      | 7      | 8      | 9      | 10     | 11     | 12     | M      | Pontos | Posição          |
| --------------- | ------------ | ------ | ------ | ------ | ------ | ------ | ------ | ------ | ------ | ------ | ------ | ------ | ------ | ------ | ------ | ---------------- |
| Dolores Moreira | Laser Radial | 1      | 17     | 5      | 8      | 7      | 4      | 2      | 1      | 5      | 6      | 11     | 10     | 4      | 64     | Medalha de prata |

## Voleibol de praia
O Uruguai classificou uma dupla de cada gênero, para um total de quatro atletas.
| Atleta                          | Evento    | Fase preliminar                               | Fase preliminar                          | Fase preliminar                      | Quartas-de-final              | Semifinais                                          | Finais                                               | Finais  |
| Atleta                          | Evento    | Adversário Placar                             | Adversário Placar                        | Adversário Placar                    | Adversário Placar             | Adversário Placar                                   | Adversário Placar                                    | Posição |
| ------------------------------- | --------- | --------------------------------------------- | ---------------------------------------- | ------------------------------------ | ----------------------------- | --------------------------------------------------- | ---------------------------------------------------- | ------- |
| Renzo Cairus Mauricio Vieyto    | Masculino | García Betancourt - Recinos Ocaña (GUA) V 2–0 | Mora Romero - Lopez Alvarado (NIC) V 2–0 | Binstock - Schachter (CAN) D 0–2     | Araujo - Filho (BRA) D 0–2    | Disputa de 5º a 8º: Rodríguez - Haddock (PUR) V 2–0 | Disputa de 5º e 6º: Capogrosso - Mehamed (ARG) V 2–0 | 5º      |
| Fabiana Gomez Ma. Eugenia Nieto | Feminino  | Bernier Colon – Torruella (PUR) V 2–0         | Powery – Smith-Johnson (CAY) V 2–0       | Humana-Paredes – Pischke (CAN) D 0-2 | Maestrini – Horta (BRA) D 1-2 | Disputa de 5º a 8º: Larsen – Metter (USA) D 0-2     | Disputa de 7º e 8º: Alfaro – Cope (CRC)V 2–0         | 7º      |